# 奥尔德日赫·内耶德利
奥尔德日赫·内耶德利（捷克語：Oldřich Nejedlý，1909年12月26日—1990年6月11日），捷克男子足球运动员。他曾代表捷克斯洛伐克参加1934年和1938年国际足联世界杯。他也曾获得世界杯金靴奖。